# Bahnhof Hattingen (Baden)
Der Bahnhof Hattingen (Baden) ist ein Abzweigbahnhof, an dem die von Tuttlingen her kommende Bahnstrecke Tuttlingen–Hattingen in die von Offenburg nach Konstanz führenden Schwarzwaldbahn einmündet. Seit 1980 wird der Bahnhof im Personenverkehr nicht mehr bedient.

## Geschichte
Der Bahnhof Hattingen (Baden) liegt an dem bereits am 15. Juni 1868 durch die Badischen Staatseisenbahnen eröffneten Teilstück Engen–Donaueschingen, während der durchgehende Betrieb auf der badischen Gebirgsbahn durch den Schwarzwald von Offenburg nach Konstanz erst am 10. November 1873 erfolgte. Er liegt am höchsten Punkt dieses Streckenstücks, das hier die Europäische Hauptwasserscheide zwischen Rhein und Donau überwindet. Die Station wird eingerahmt von den beiden letzten Tunneln der Schwarzwaldbahn, dem 180 m langen Möhringer Tunnel und dem 900 m langen Hattinger Tunnel. Die engen Platzverhältnisse im Einschnitt vor dem Hattinger Tunnel machten eine spezielle Befestigung der Oberleitungsmasten an der Wand notwendig.
Im Interesse der Beschleunigung der Züge aus Stuttgart in Richtung Bodensee und der Schweiz baute die Deutsche Reichsbahn-Gesellschaft (DRG) zu Beginn der 1930er Jahre ab Tuttlingen eine als eingleisige Hauptbahn ausgeführte Verbindungsstrecke, die im Bahnhof Hattingen in die Schwarzwaldbahn einmündet. Diese wurde am 15. Mai 1934 eröffnet und macht seither das Kopfmachen der Züge der Relation Stuttgart – Singen im ehemaligen badisch-württembergischen „Grenzbahnhof“ Immendingen überflüssig.
Auch Hattingen (Baden) wurde vom Zweiten Weltkrieg nicht verschont. So wurde der Hattinger Bahnhof am 13. Februar 1945 das Ziel alliierter Bomber, da sich im Hattinger Bahnhofstunnel Heinrich Himmler aufgehalten haben soll. Am 21. April 1945 wurde Hattingen von französischen Truppen besetzt.
Seit dem 25. September 1977 sind sowohl die Schwarzwaldbahn als auch die Bahnstrecke Tuttlingen–Hattingen elektrifiziert. Obwohl bereits seit dem Sommerfahrplan 1980 in dem abseits des Dorfes gelegenen Bahnhof keine Reisezüge mehr halten, herrscht dort bis heute ein eindrucksvoller Betrieb. Auf der Bahnstrecke Tuttlingen–Hattingen dominieren IC-Züge der Relation Stuttgart–Zürich, die im Wechsel mit Intercity 2 und konventionellen Garnituren mit den Elektrolokomotiven der Baureihen 101 der DB und 1016/1116 der ÖBB bespannt sind, während auf der Schwarzwaldbahn die RE-Doppelstockzüge Karlsruhe–Konstanz für eine dichte Zugfolge sorgen. Zudem erfolgt über beide Strecken ein auch heute noch recht intensiver Güterverkehr, oft in Ganzzügen. Schon seit der Elektrifizierung kamen immer wieder interessante Fahrzeuge durch den Bahnhof Hattingen: In den 1980er Jahren die letzten Altbau-Elloks der Baureihe 194, in den 1990er Jahren die RABe EC der Schweizerischen Bundesbahnen und in den ersten Jahren des neuen Jahrtausends die Neigetechnikzüge ETR 470 der FS und 415 der DB Fernverkehr.
Noch in den 1990er Jahren gab es in Hattingen (Baden) ein Ladegleis, an welchem unter anderem historische Landmaschinen verladen wurden.
Das im Empfangsgebäude untergebrachte mechanische Stellwerk der Bauform Bruchsal J aus dem Jahr 1932 war bis zum 4. September 2004 in Betrieb. Dann wurden die Hattinger Gleisanlagen in das ESTW Immendingen integriert, das heute von Karlsruhe aus fernbedient wird.

## Anlagen
Der Bahnhof Hattingen besteht aus zwei Betriebsteilen, der südlichen Abzweigstelle, wo die beiden Strecken sich trennen, und dem nördlicheren Bahnhof mit Ausweichgleis an der Strecke Tuttlingen–Hattingen. An der Schwarzwaldbahn gibt es hier keine Weichen mehr. Nördlich verlaufen beide Strecken noch etwa einen Kilometer nebeneinanderher, bevor sie sich trennen.

## Verkehr

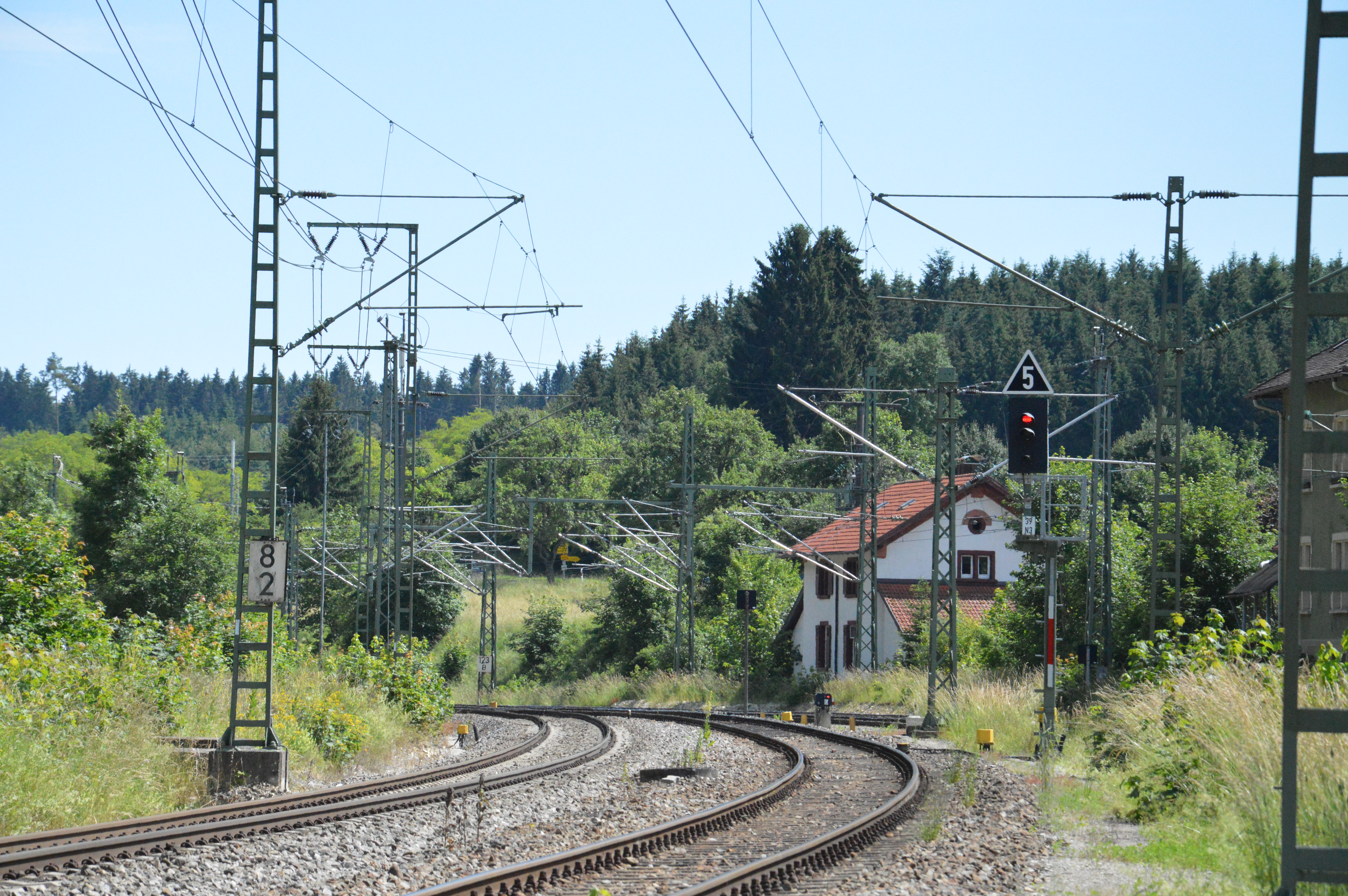
Einmündung der Bahnstrecke Tuttlingen–Hattingen in die Schwarzwaldbahn am Bahnhof Hattingen (2015)

Der Reiseverkehr wird heute durch Busse bedient. Die Buslinie 410 verbindet Hattingen mit Bahnhof Immendingen, wo unter anderem Ringzug-Anschlüsse nach Tuttlingen und Rottweil bestehen.